# Békés
Békés [békéš] je župa v jihovýchodním Maďarsku. Žije zde asi 360 tisíc obyvatel a hlavním městem je Békéscsaba. Na jihovýchodě sousedí s Rumunskem a dále na jihozápadě se župou Csongrád-Csanád, na severozápadě s Jász-Nagykun-Szolnok a na severovýchodě s Hajdú-Bihar.

## Historie
Dnešní župa Békés vznikla při správní reformě roku 1950 a zhruba se shoduje se stejnojmennou historickou uherskou župou, která měla ovšem členitější tvar a jejím hlavním městem byla Gyula. Současné hranice župy zahrnují i okrajové části někdejších žup Arad, Bihar, Csanád, Csongrád a Jász-Nagykun-Szolnok.

## Přírodní poměry
Župa leží ve Velké uherské nížině a celé její území je rovinaté. Hlavní řekou je Kriš (Kőrös), jehož tři zdrojnice (Bílý, Černý a Bystrý Kriš) přitékají z Rumunska. Území je protkáno kanály a strouhami a roztroušeně po celé jeho ploše jsou v rámci národního parku Kőrös-Maros chráněny zbytky lužní a stepní krajiny.

## Doprava
Župa Békés leží z hlediska silniční dopravy v poměrně periferní poloze, neboť tudy nevede žádná dálnice ani evropská silnice. Od Budapešti vedou silnice č. 44 a 46, kolmo na ně pak tangenciální silnice č. 47 Szeged - Debrecín. Lepší spojení nabízí železnice; Békéscsaba je významným uzlem a prochází jí hlavní trať z Maďarska do Rumunska (přechod Lőkösháza-Curtici).

## Okresy
Seznam okresů:
- Okres Békéscsaba
- Okres Békés
- Okres Gyomaendrőd
- Okres Gyula
- Okres Mezőkovácsháza
- Okres Orosháza
- Okres Sarkad
- Okres Szarvas
- Okres Szeghalom

## Města
- Békéscsaba
- Gyula
- Orosháza
- Békés
- Szarvas
- Gyomaendrőd
- Mezőberény
- Sarkad
- Szeghalom
- Dévaványa
- Vésztő
- Mezőkovácsháza
- Battonya
- Tótkomlós
- Füzesgyarmat
- Mezőhegyes
- Csorvás
- Elek
- Körös